# Archidiecezja gnieźnieńska

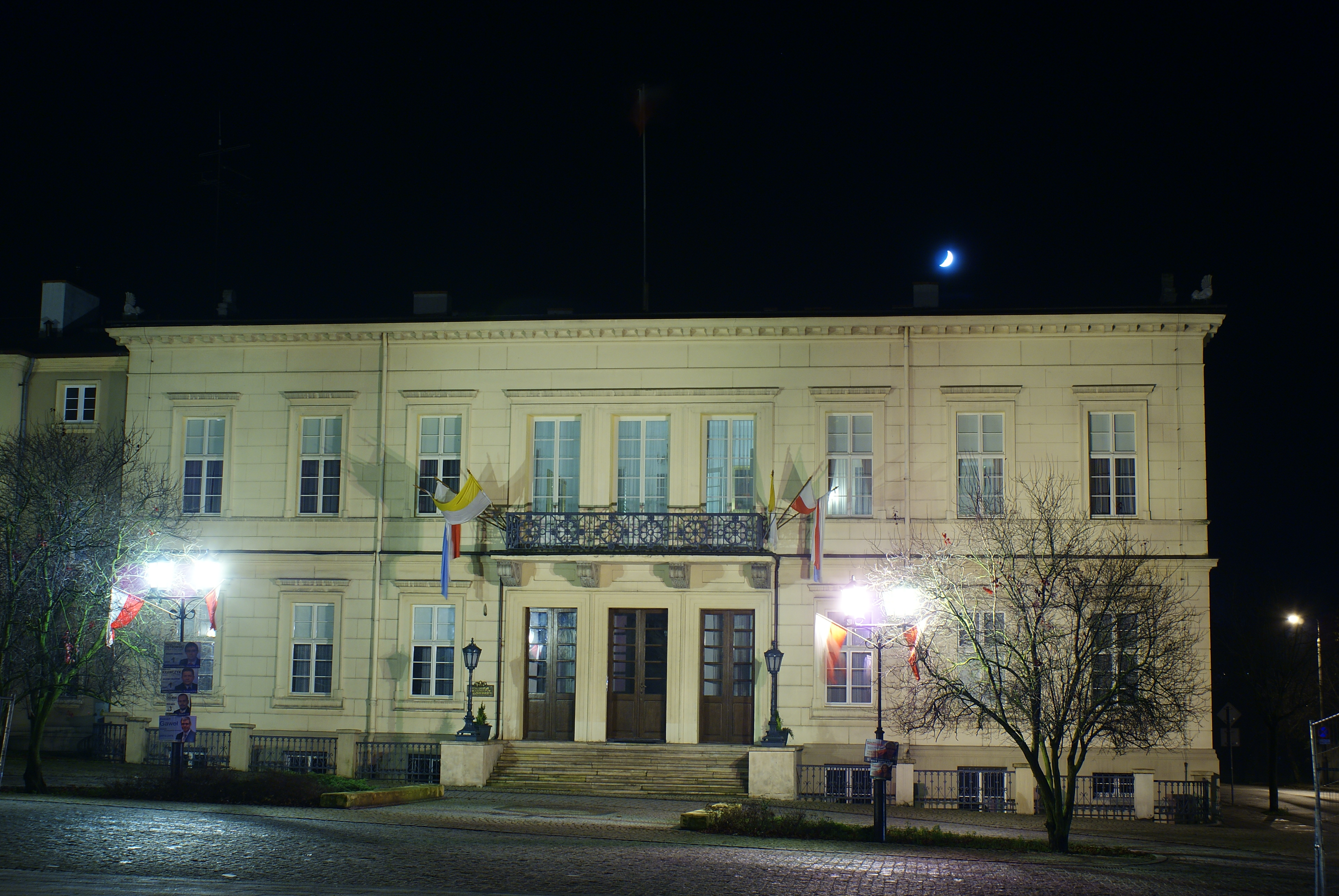
Rezydencja arcybiskupów gnieźnieńskich i prymasów Polski

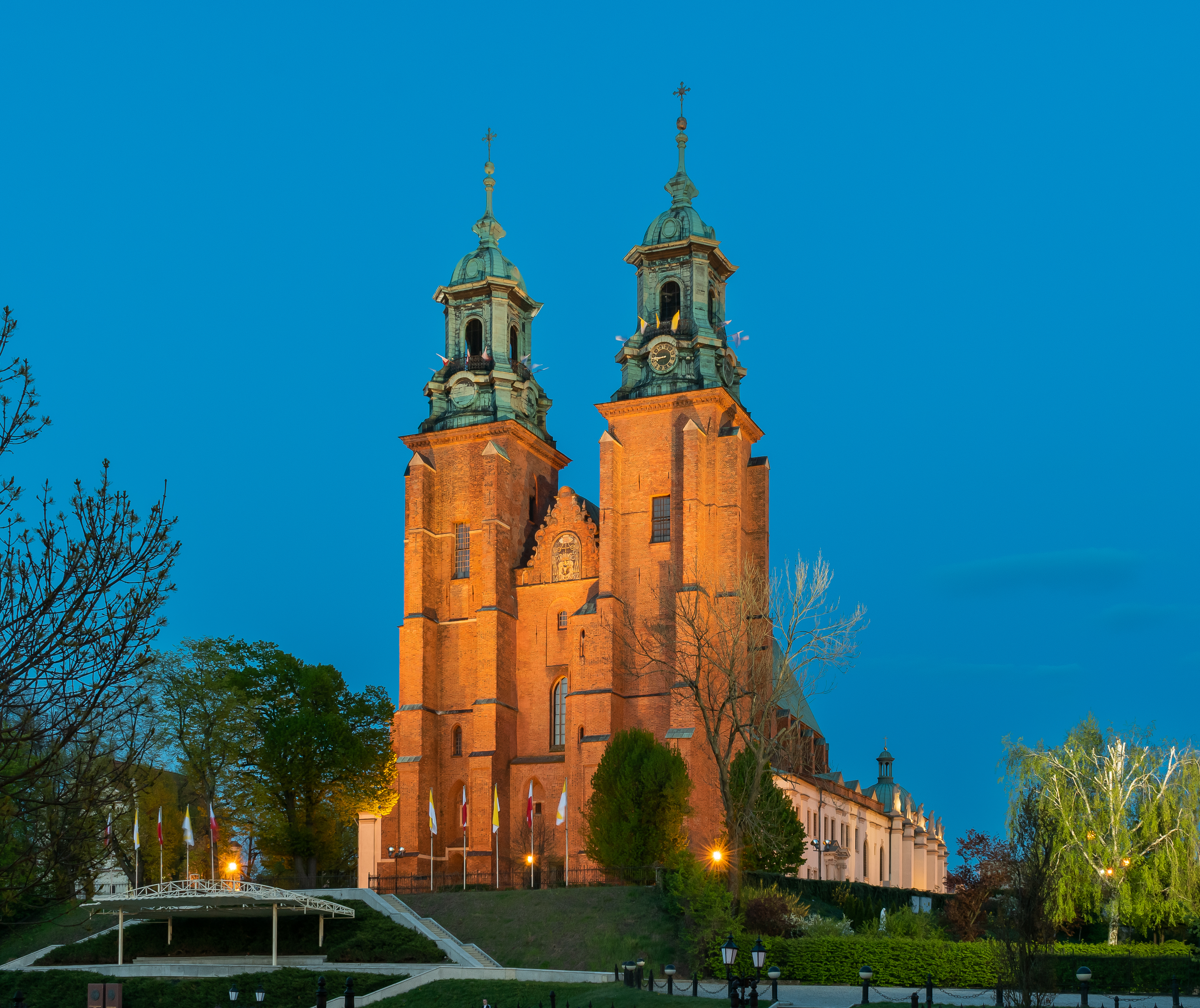
Archikatedra gnieźnieńska

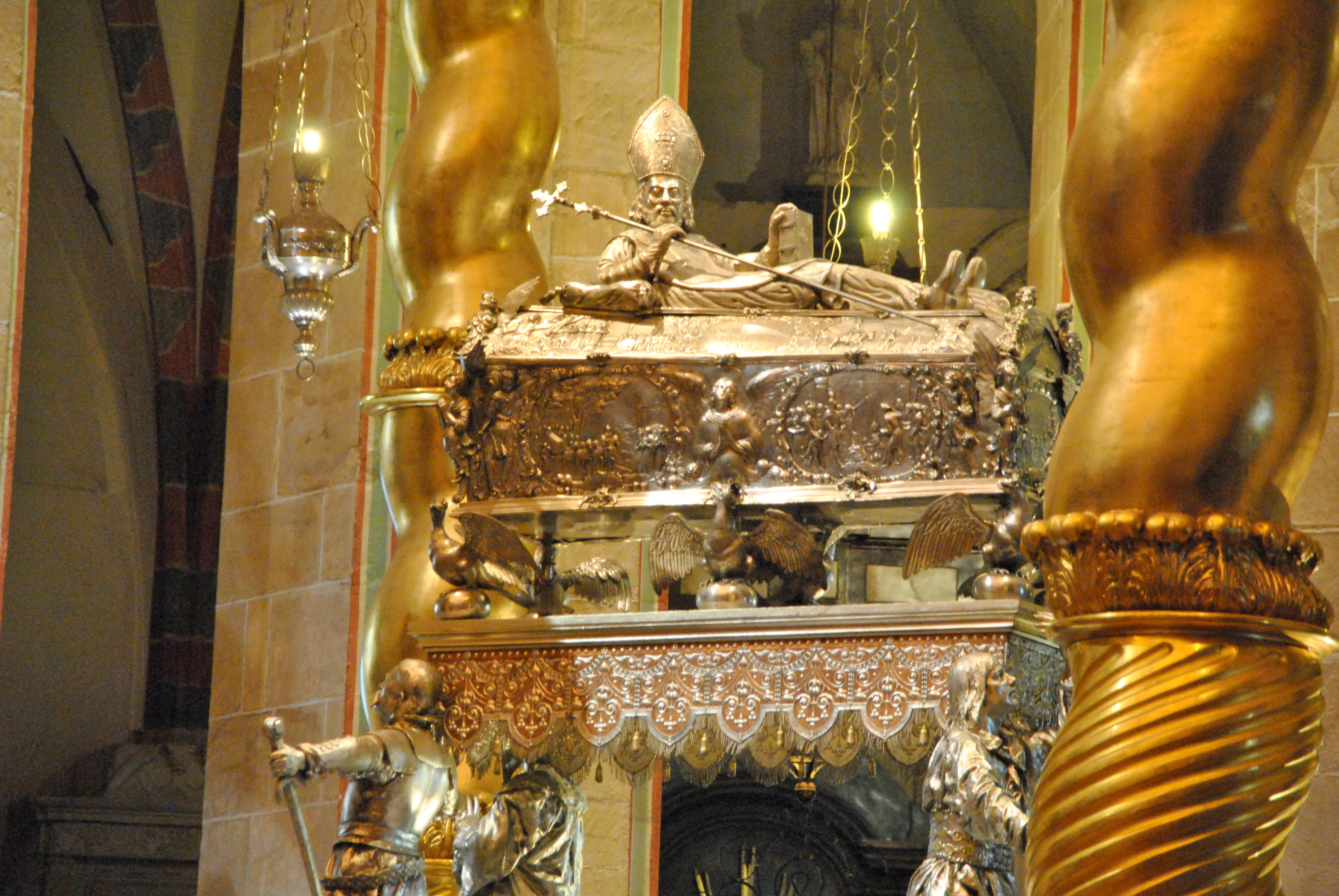
Relikwie św. Wojciecha

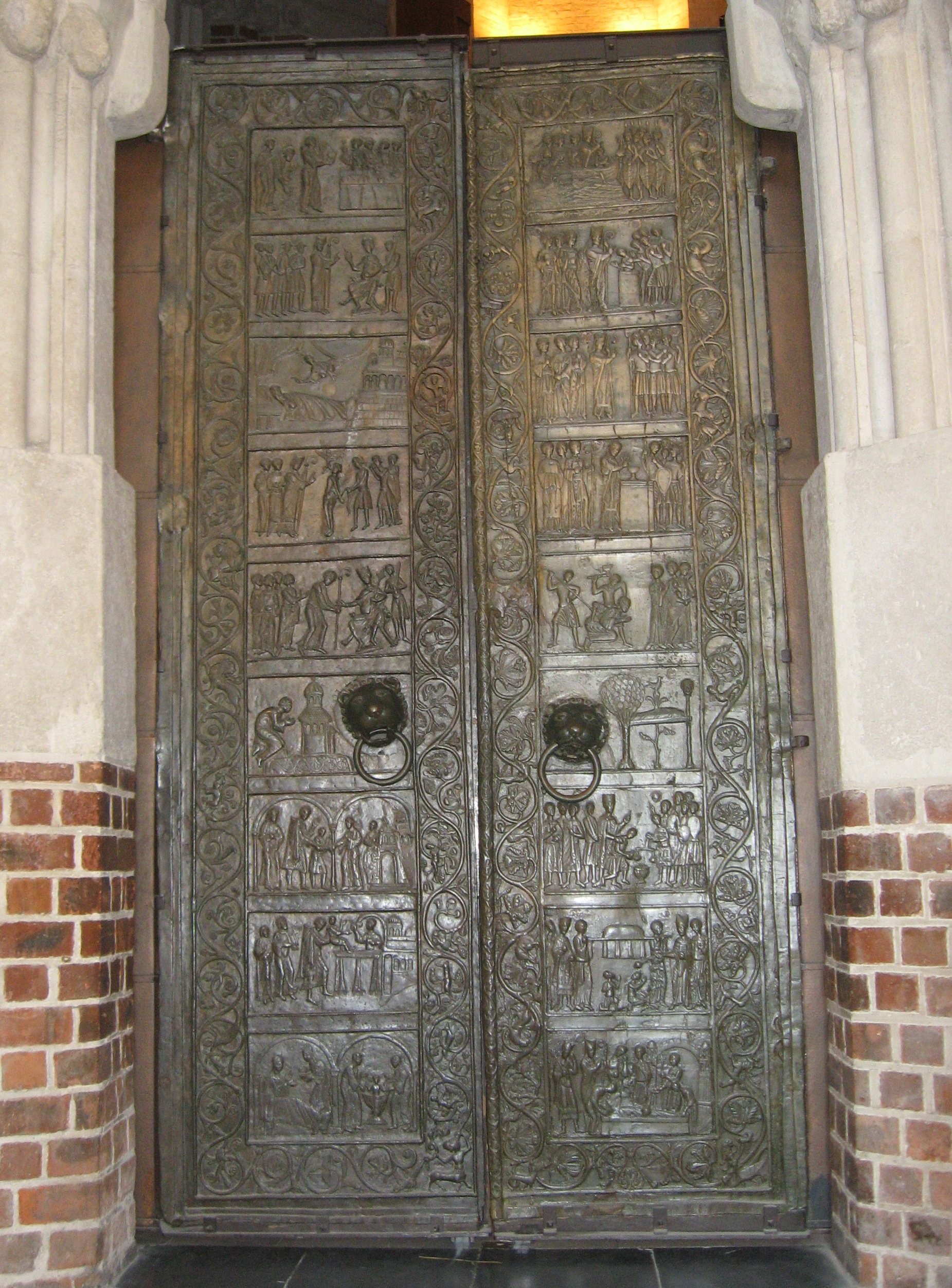
Drzwi Gnieźnieńskie

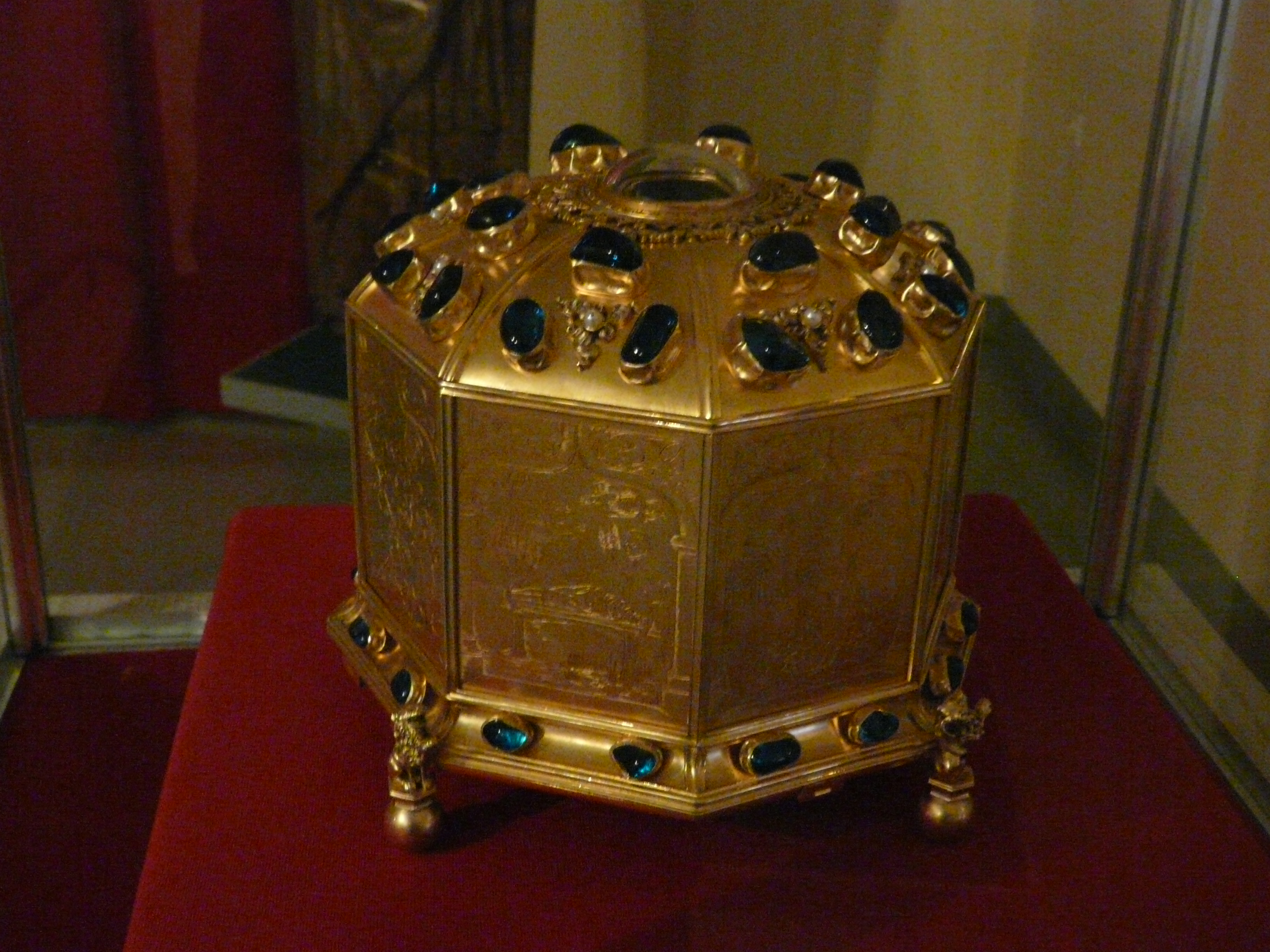
Relikwiarz głowy św. Wojciecha (Muzeum Archidiecezjalne)

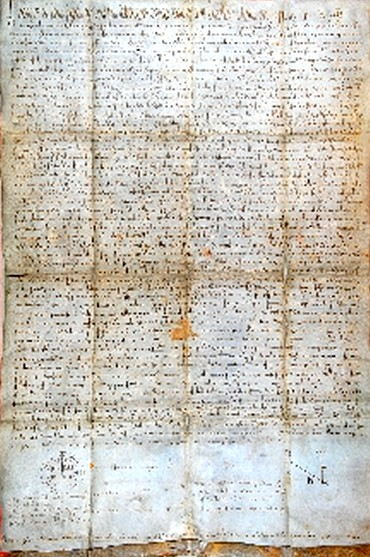
Bulla gnieźnieńska

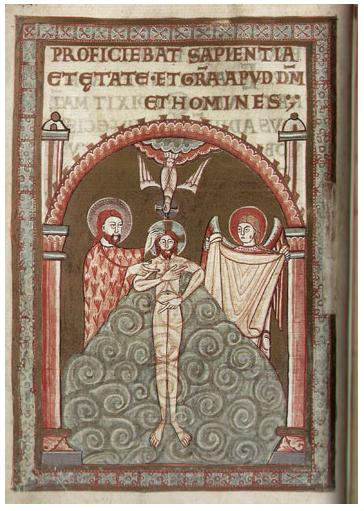
Karta Złotego kodeksu gnieźnieńskiego

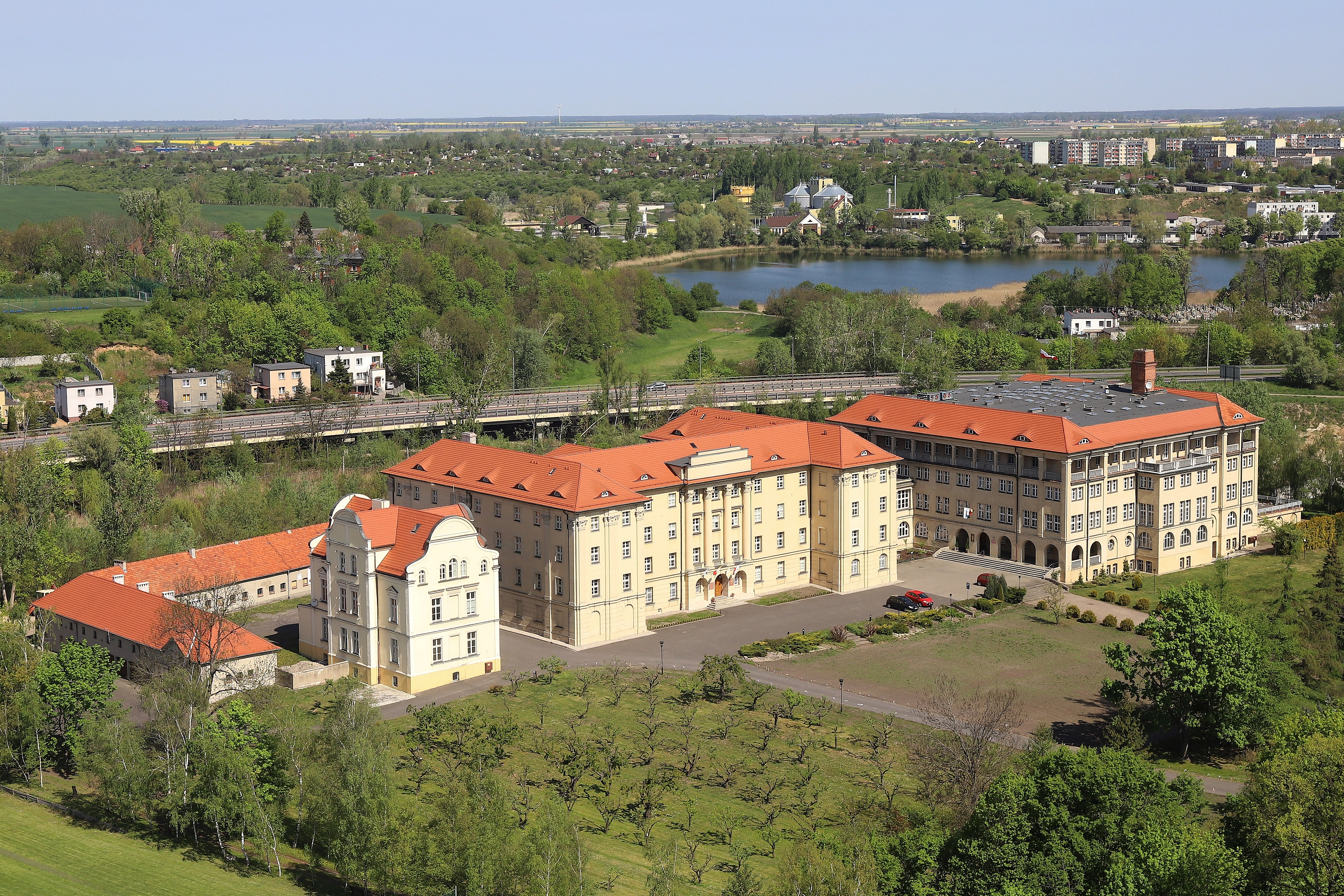
PWSD

Archidiecezja gnieźnieńska (łac. Archidioecesis Gnesnensis) – jedna z 14 archidiecezji obrządku łacińskiego w polskim Kościele katolickim, pierwsza metropolia kościelna w Polsce ze stolicą w Gnieźnie założona w 1000, siedziba prymasów Polski od 1417, legatów papieskich od 1515. Unia personalna aeque principaliter z archidiecezją poznańską (1821–1946) i in persona episcopi z archidiecezją warszawską (1946–1992).

## Historia
W 966 roku odbył się chrzest Polski. Panował wówczas Mieszko I. Na teren jego państwa przybyli duchowni misyjni z Czech i Niemiec. W 968 roku papież Jan XIII erygował biskupstwo poznańskie, które obejmowało cały kraj i było zależne bezpośrednio od Stolicy Apostolskiej. Pierwszym biskupem poznańskim został Jordan.
W 997 roku za panowania Bolesława Chrobrego przybył czeski biskup Wojciech Sławnikowic, aby prowadzić misje. W 999 roku na synodzie rzymskim erygowano nową archidiecezję w Gnieźnie, a pierwszym arcybiskupem, który przyjął sakrę od papieża, został Radzim Gaudenty – brat przyrodni św. Wojciecha. W 1000 roku podczas zjazdu gnieźnieńskiego z udziałem cesarza Ottona III oraz legata papieskiego Roberta zrealizowano dekret o powstaniu archidiecezji gnieźnieńskiej oraz biskupstw krakowskiego, wrocławskiego i kołobrzeskiego. Prawdopodobnie założono pierwsze klasztory benedyktyńskie w Trzemesznie i Łęczycy.
W 1038 roku wybuchło powstanie ludowe połączone z próbą powrotu do pogaństwa. Czeski książę Brzetysław I wykorzystał ówczesną sytuację i zorganizował najazd na Polskę, dokonując zniszczeń oraz zabierając relikwie św. Wojciecha. W 1075 roku Bolesław Śmiały zreformował Kościół w Polsce, przywracając metropolię gnieźnieńską, diecezję poznańską oraz tworząc diecezję płocką na północnym Mazowszu. Archidiecezja obejmowała tereny wschodniej części Wielkopolski, Kujawy, Łęczyckie, Sieradzkie i południowe obszary Mazowsza. 7 lipca 1136 roku papież Innocenty II wydał bullę gnieźnieńską, wyznaczającą tereny archidiecezji, do której należały kasztelanie: gnieźnieńska, ostrowska, łeknowska, nakielska, żnińska, kaliska, czestramska (nad Baryczą), rudzka, część milickiej, sieradzka, spycimierska, małogoska, rozpierska, łęczycka, łowicka, wolborska, żarnowska i skarżyńska. Bulla brała także pod uwagę niezidentyfikowane kasztelanie „Trablovici et Radlici”. Pierwsza wzmianka o urzędzie archidiakona gnieźnieńskiego została odnotowana w 1108 roku. XI wiek to także czas powstania szkoły katedralnej o charakterze wyższej uczelni, kształcącej przyszłych duchownych archidiecezji.
W II połowie XI wieku powstał klasztor benedyktyński w Mogilnie. W latach 1179–1265 funkcjonował pierwszy żeński klasztor zakonu norbertanek. W XII wieku powstały klasztory cystersów, kanoników regularnych, bożogrobców i norbertanów. W XIII wieku klasztory założyli dominikanie, franciszkanie konwentualni, augustianie eremici i duchacze. W tym samym czasie powstały również klasztory żeńskie cysterek i klarysek. W XIV wieku klasztory założyli paulini. Na lata 1583–1589 datuje się reorganizację podziału archidiecezji na dekanaty.
W 1375 roku powstała w Polsce druga metropolia – halicka w 1412 roku przeniesiona do Lwowa. Wówczas zaszła potrzeba ustalenia pierwszeństwa w hierarchii. Pierwsze próby podjęto prawdopodobnie w 1414 roku na synodzie prowincjonalnym w Wieluniu. Według tradycji ks. Jana Długosza tytuł Prymasa Polski został nadany w 1417 roku na soborze w Konstancji. Pierwszym arcybiskupem gnieźnieńskim noszącym ten tytuł był Mikołaj Trąba.
Pod koniec XVI wieku abp Stanisław Karnkowski wprowadził na terenie archidiecezji reformę trydencką (m.in. sprowadził jezuitów, którzy założyli kolegium w Kaliszu, założył 2 seminaria duchowne i Collegium Nobilium dla młodzieży szlacheckiej w Kaliszu).
W 1787 roku w archidiecezji gnieźnieńskiej było 8 archidiakonatów, 3 oficjalaty generalne (Gniezno, Łowicz, Kamień Krajeński), 41 dekanatów, 808 parafii (w tym 666 w Polsce i 142 w zaborze pruskim) 11 kolegiat, 1140 kościołów i kaplic, 14 opactw i prepozytur zakonnych, 2 seminaria duchowne (Gniezno, Łowicz), 1031 kapłanów diecezjalnych, 697 zakonników, 106 sióstr zakonnych, 513 203 wiernych sposobnych do sakramentów. Na terenie archidiecezji było 25 551 protestantów i 23 721 wyznawców judaizmu.
Po rozbiorach Polski archidiecezja gnieźnieńska znalazła się pod zaborami pruskim i austriackim. W latach 1807–1815 archidiecezja w całości znajdowała się w Księstwie Warszawskim. Gdy w 1815 roku zostało utworzone Królestwo Polskie zależne od Rosji, archidiecezja znalazła się w Wielkim Księstwie Poznańskim. Pod zaborem pruskim znalazło się 178 parafii, a w Królestwie Polskim 429 parafii. W 1818 roku parafie archidiecezji gnieźnieńskiej na terenie Królestwa Polskiego zostały włączone w skład nowej diecezji kujawsko-kaliskiej i archidiecezji warszawskiej.
W 1817 roku naczelny prezes Wielkiego Księstwa Poznańskiego Joseph von Zerboni di Sposetti zaproponował włączenie tzw. pruskiej części archidiecezji gnieźnieńskiej do diecezji chełmińskiej. W 1818 roku radca konsystorza poznańskiego ks. Marcin Dunin zaproponował zlikwidowanie archidiecezji, a w 1820 roku zachowanie jej w granicach rejencji bydgoskiej, unię personalną z diecezją poznańską i zredukowanie katedry prymasowskiej do rzędu kolegiaty. Wobec sprzeciwu kapituły gnieźnieńskiej i przedstawicieli szlachty wielkopolskiej król pruski zdecydował o dalszym istnieniu archidiecezji gnieźnieńskiej.
16 sierpnia 1821 roku papież Pius VII wydał bullę „De salute animarum”, na mocy której do archidiecezji gnieźnieńskiej przyłączono archidiakonat kruszwicki (dekanaty: inowrocławski, gniewkowski, kruszwicki), a wyłączono archidiakonat kamieński (dekanaty: człuchowski, tucholski i kamieński) do diecezji chełmińskiej. Diecezja poznańska została podniesiona do godności archidiecezji i złączona z archidiecezją gnieźnieńską unią personalną „aeque principaliter” w osobie jednego arcybiskupa, zachowano jednak odrębne konsystorze (później kurie), kapituły, seminaria, sufraganów, a w czasie wakansu własnych wikariuszy kapitulnych. Odtąd obszar archidiecezji gnieźnieńskiej składał się z trzech enklaw, największej, obejmującej swymi granicami 14 dekanatów (trzy gnieźnieńskie, nakielski, bydgoski, gniewkowski, inowrocławski, kcyński, żniński, rogowski, kruszwicki, łekneński, powidzki i pleszewski), drugiej – dekanat ołobłocki oraz trzeciej, oddzielonej diecezją poznańską – dekanat krotoszyński. W 1890 roku został utworzony dekanat łobżenicki.
W latach 1821–1841 rząd pruski zlikwidował klasztory męskie i żeńskie. W 1845 archidiecezja podzielona była na 17 dekanatów, 211 parafii, 11 filii oraz posiadała seminarium praktyczne dla kleryków obu archidiecezji, dwie kolegiaty (Gniezno, Kruszwica), 214 kapłanów i ok. 250 tysięcy wiernych.
W 1866 roku abp Mieczysław Ledóchowski utworzył Kongregację Księży Dziekanów, wspólną dla obu archidiecezji, której celem było nawiązanie poprzez dziekanów ściślejszego kontaktu z duchowieństwem i wiernymi.
28 października 1925 roku papież Pius XI wydał bullę Vixdum Poloniae Unitas, na mocy której do archidiecezji gnieźnieńskiej przyłączono dekanaty miłosławski i jarociński, a wyłączono do archidiecezji poznańskiej dekanaty ołobocki i krotoszyński. W ten sposób zlikwidowano istniejące dotychczas enklawy eksterytorialne i archidiecezja stała się zwartym terytorium. W 1939 roku w archidiecezji gnieźnieńskiej było 21 dekanatów i 261 parafii.
W czasie II wojny światowej terytorium archidiecezji gnieźnieńskiej znalazło się w dwóch okręgach administracji niemieckiej: Gdańsk-Prusy Zachodnie (40 parafii) oraz reszta w Kraju Warty. We wrześniu 1939 roku kard. August Hlond wyjechał, a rządy w archidiecezji sprawował wikariusz generalny ks. kan. Edward van Blericq. 1 kwietnia 1941 roku Kuria została zlikwidowana, a wikariusza generalnego zmuszono do wyjazdu z Gniezna. W 1941 roku na terenie okręgu Gdańsk-Prusy wikariuszem generalnym został ks. Alojzy Kaluschke.
4 marca 1946 roku decyzją Stolicy Apostolskiej została rozwiązana unia personalna archidiecezji gnieźnieńskiej i poznańskiej. Połączono unią personalną pro hac vice archidiecezją gnieźnieńską z archidiecezją warszawską, zachowując samodzielność i odrębność terytorialną obu archidiecezji. W 1947 roku w archidiecezji było 285 kapłanów.
Władze komunistyczne prowadziły walkę z Kościołem. W latach 1953–1956 kard. Stefan Wyszyński był najpierw aresztowany, a potem więziony w wybranych miejscach odosobnienia. 3 czerwca 1979 roku w Gnieźnie doszło do wizyty papieża Jana Pawła II.
25 marca 1992 roku papież Jan Paweł II wydał bullę „Totus tuus Poloniae populus”, na mocy której erygowano nowe diecezje i metropolie oraz rozwiązano unię personalną z archidiecezją warszawską. Arcybiskupem metropolitą gnieźnieńskim został wówczas abp Henryk Muszyński. Od archidiecezji odłączono wówczas 5 dekanatów: 3 południowe, które dołączono do nowej diecezji kaliskiej (czermiński, jarociński i pleszewski) i 2 północne, które weszły w skład nowej diecezji toruńskiej (toruński i wierzchuciński).

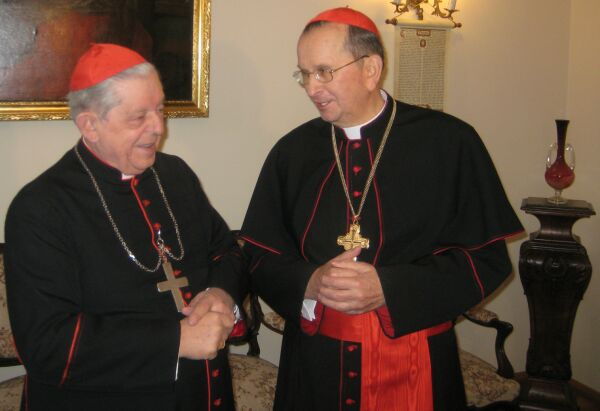
kard. Józef Glemp i abp Henryk Muszyński (2009)

24 lutego 2004 roku po decyzji papieża Jana Pawła II, wyłączono z archidiecezji 12 dekanatów (114 parafii), które weszły w skład nowo utworzonej diecezji bydgoskiej, a przyłączono 53 parafie z diecezji włocławskiej (dekanat kleczewski, słupecki, zagórowski i część goślińskiego) i archidiecezji poznańskiej (dekanat chodzieski, gośliński, rogoziński i część kostrzyńskiego). Zmiany weszły w życie od 25 marca 2004 roku i trwają do dziś.
19 grudnia 2009 roku na podstawie wcześniejszych ustaleń (Totus Tuus Poloniae Populus) zdecydowano o powrocie tytułu Prymasa Polski na stałe do Gniezna. Pierwszym Prymasem Polski pełniącym swój urząd po tych ustaleniach był abp Henryk Muszyński. 26 czerwca 2010 roku decyzją papieża Benedykta XVI nowym arcybiskupem metropolitą gnieźnieńskim i prymasem został abp Józef Kowalczyk. 17 maja 2014 na mocy dekretu papieża Franciszka następcą arcybiskupa Józefa Kowalczyka został arcybiskup metropolita, Prymas Polski Wojciech Polak, który od 2003 r. był biskupem pomocniczym archidiecezji.

## Biskupi

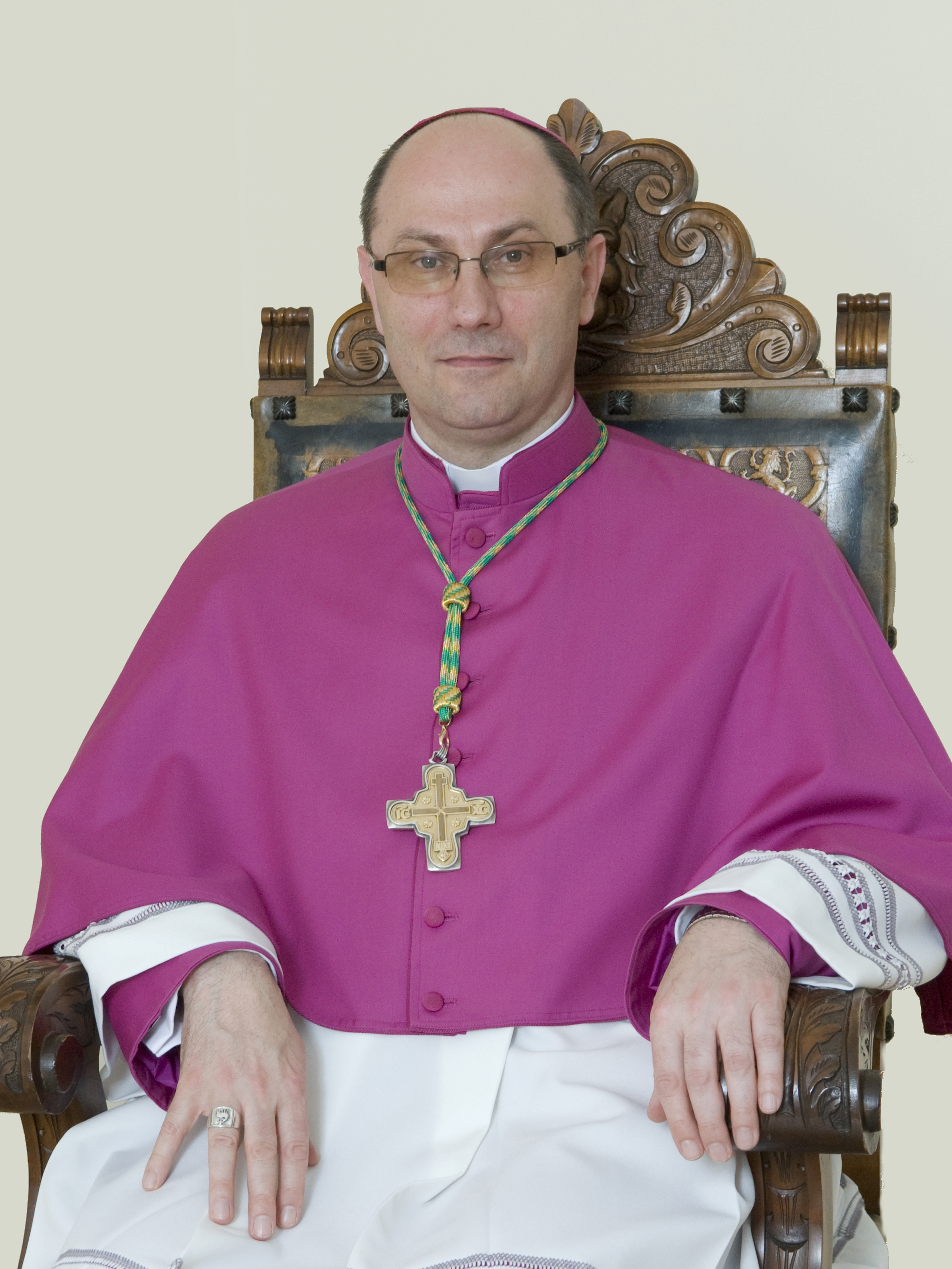
abp Wojciech Polak – metropolita gnieźnieński i Prymas Polski

- abp Wojciech Polak – metropolita gnieźnieński i prymas Polski od 2014
- bp Radosław Orchowicz (biskup pomocniczy, wikariusz generalny) – od 2022

biskupi seniorzy:
- abp Józef Kowalczyk – metropolita gnieźnieński i prymas Polski w latach 2010–2014, senior od 2014
- abp Henryk Muszyński – metropolita gnieźnieński w latach 1992–2010, prymas Polski w latach 2009–2010, biskup senior od 2010

## Instytucje
- Kuria Metropolitalna
- Trybunał Metropolitalny
- Prymasowskie Wyższe Seminarium Duchowne
- Caritas Archidiecezjalne
- Muzeum Archidiecezjalne
- Archiwum Archidiecezjalne
- Prymasowski Instytut Teologiczny
- Prymasowski Uniwersytet Ludowy
- Archidiecezjalne Studium Pastoralne dla Kapłanów
- Studium Życia Rodzinnego
- Studium Muzyki Kościelnej
- Dom Księży Seniorów
- Fundacja Gaudentinum
- Fundacja św. Wojciecha-Adalberta
- Zespół Szkół Katolickich
- Katolicka Szkoła Podstawowa
- Szkoła Nowej Ewangelizacji im. Jana Pawła II

## Główna świątynia
- Bazylika prymasowska Wniebowzięcia Najświętszej Maryi Panny w Gnieźnie (rocznica poświęcenia: 1 lutego)

## Sanktuaria
- Kościół Narodzenia Najświętszej Marii Panny w Biechowie
- Sanktuarium Matki Pocieszenia w Dąbrówce Kościelnej
- Bazylika prymasowska Wniebowzięcia Najświętszej Maryi Panny w Gnieźnie
- Kościół Wniebowzięcia Najświętszej Maryi Panny i św. Antoniego w Gnieźnie
- Kościół Nawiedzenia Najświętszej Maryi Panny w Gościeszynie
- Sanktuarium Matki Bożej Pocieszenia w Kawnicach
- Bazylika Matki Bożej Królowej Miłości i Pokoju Pani Kujaw w Markowicach
- Kościół Wniebowzięcia Najświętszej Maryi Panny w Niemczynie
- Kalwaria Pakoska
- Kościół Najświętszej Maryi Panny Królowej Świata i św. Małgorzaty w Parkowie
- Kościół św. Mikołaja Biskupa w Pieraniu
- Parafia św. Maksymiliana Marii Kolbego i św. Benedykta, Jana, Mateusza, Izaaka i Krystyna – Pierwszych Męczenników Polskich w Płonkowie
- Kościół św. Leonarda w Słupcy
- Sanktuarium Matki Bożej Złotkowskiej w Złotkowie

## Patroni
- główny: Święty Wojciech

drugorzędni:
- Błogosławiony Bogumił
- Błogosławiona Jolenta
- Błogosławiony Radzim Gaudenty

## Kapituły
- Prymasowska przy bazylice prymasowskiej w Gnieźnie
- Kolegiacka przy kościele kolegiackim pw. św. Jerzego na Zamku Gnieźnieńskim
- Kolegiacka przy bazylice kolegiackiej pw. św. Apostołów Piotra i Pawła w Kruszwicy
- Kolegiacka przy kościele kolegiackim pw. św. Floriana w Chodzieży